# كورين ملاك شنودة
كورين ملاك شنودة (بالإنجليزية: Coreen Malak Shenouda)‏ هي رئيسة لجنة الشباب والمرأة باتحاد المصريين العاملين بالخارج ورئيسة مبادرة شباب مصر بالخارج. هي أيضًا عضوة بلجنة المرأة ذات الإعاقة بالمجلس القومي للمرأة. اختارها مؤسسة الكبد المصري سفيرة للنوايا الحسنة، وذلك لمجهوداتها في حملات القضاء على ڤيروس سي ومساهماتها في تنظيم عدة فعاليات لبناء مستشفى شفاء الأورمان لعلاج الأورام. وقد قامت كورين بإقامة منازل لكثير من الأسر الفقيرة في مركز إسنا التابع لمحافظة الأقصر. وقد أعلنت كورين عن تدشين جمعية باسم في حب مصر في باريس لجمع التبرعات من المصريين المقيمين بفرنسا وبأوروبا لتمويل المشروعات الخيرية، وتطوير قرى فقيرة أخرى بالأقصر، والمساهمة أيضًا في إنجاز مشروع مستشفى شفاء الأورمان لعلاج الأورام.